# Mark Peterson
Mark Peterson (Nueva York, 18 de abril de 1966) es un exjugador de baloncesto estadounidense. Con 2,05 de estatura, su puesto natural en la cancha era el de pívot.

## Trayectoria
[actualizar]